# 子宫
子宫（拉丁語：Uterus）是大多数雌性哺乳动物生殖系统中，用于胚胎发育的生殖器官。

## 结构

女性內生殖系統正面相對位置圖。

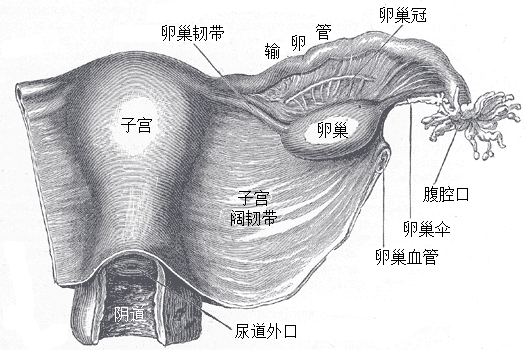
從後面看子宮。圖中並顯示右闊韌帶。

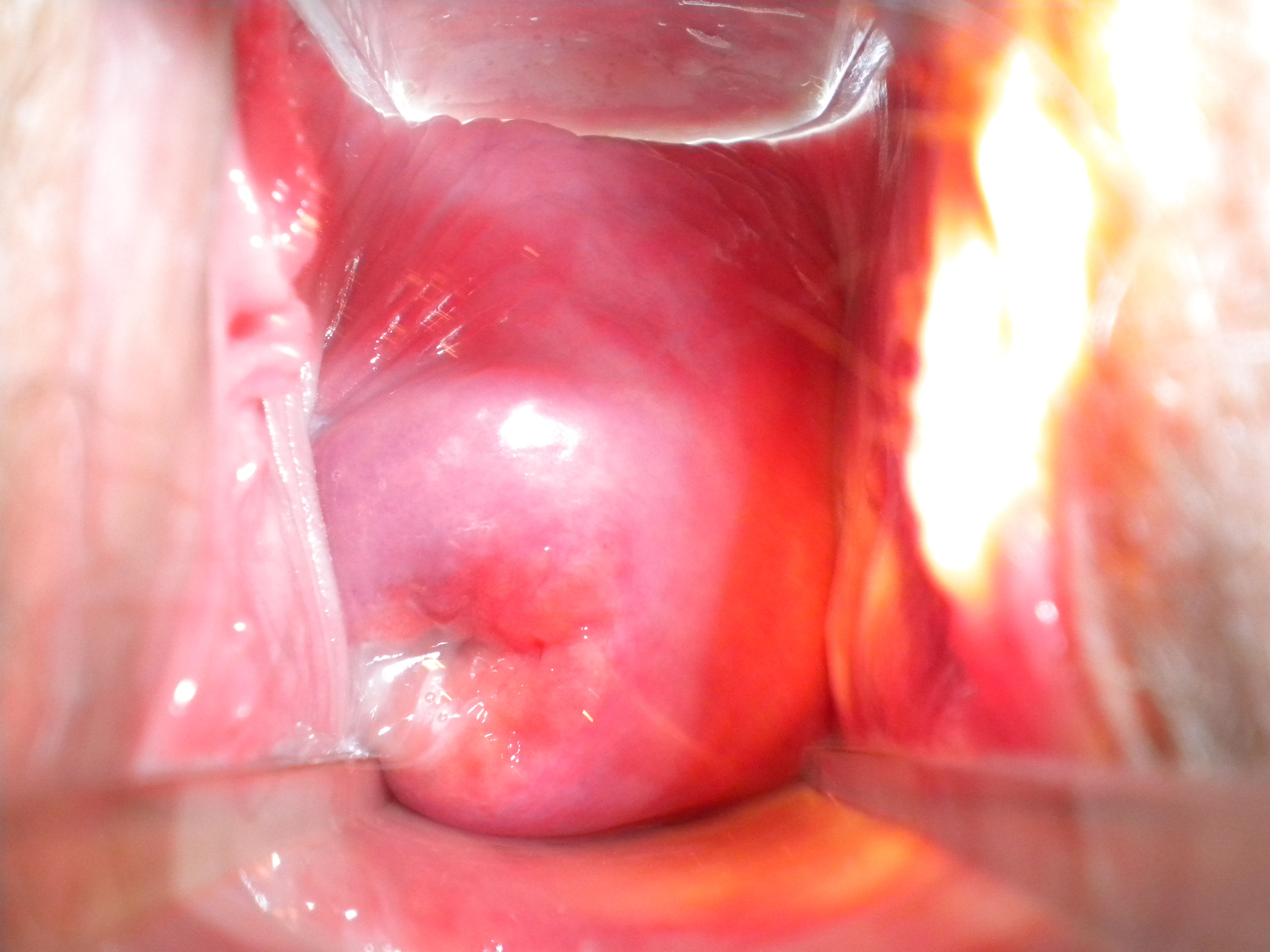
宮頸與宮頸粘膜

人類子宮位於骨盆之中，位置是膀胱後方與直腸前方。形狀是倒置的梨形。血液由子宮動脈供應。子宮稍微向前傾斜彎曲，但是也有向後傾斜的子宮。在未懷孕時，直徑只有幾公分。上端左右兩側連接兩條輸卵管，下連接陰道。在子宮上還有兩條韌帶連接卵巢。
子宮由上到下可分為子宮底、子宮體、峽部與子宮頸：
- 子宮底：輸卵管水平線以上的部分。
- 子宮體：子宮中間較細的部分。
- 子宮峽部：連接子宮體與子宮頸的部分。長度只有1公分。
- 子宮頸：子宮底部狹窄的開口。連接陰道。

子宮由外到內可分為三層：子宮外膜，子宮肌層，子宮內膜。
子宮的外面有一層大致圍繞子宮的外襯，稱為子宮外膜，是腹膜的一部分，並沒有蓋住整個子宮。
子宮大部分由肌肉組成，稱為子宮肌層。這些肌肉是平滑肌。子宮肌層的最內層是連接帶，也是子宮肌腺症之中增厚的部位。
子宮的內襯稱為子宮內膜。是黏膜組織。大部分的哺乳類（包括人類）在未懷孕時，子宮內膜會定期增生、剝落或吸收。人類的子宮內膜會在有生育能力的時期，以大約一個月為週期剝落，造成月經。其他動物的週期則不一定是一個月。

## 主要韌帶
子宮由八條韌帶固定位置：
- 兩條子宮主韌帶：一條前，一條後。主韌帶含有平滑肌、血管及神經。是維持子宮正常位置，防止子宮掉入陰道之主要韌帶。
- 兩條子宮闊韌帶：位於子宮兩側。連接子宮與骨盆。闊韌帶包住子宮外膜以及子宮連接卵巢的韌帶。
- 兩條子宮圓韌帶：維持子宮稍微向前傾斜彎曲的姿勢。
- 兩條子宮骶韌帶：位於直腸兩旁。連接子宮與骶骨。

## 常見疾病
- 子宮脫垂：子宮脫離正常位置。
- 子宮頸癌：惡性腫瘤。
- 子宮癌：惡性腫瘤。
- 異位妊娠：意指受精卵未在子宮腔內著床。
- 子宮肌瘤：良性腫瘤。
- 子宮肌腺瘤：良性腫瘤。

## 其他动物的子宫
从鱼类到哺乳动物的单孔目，都是卵生性或卵胎生性子宫，哺乳类有袋目以上，才有胎生性子宫；胎生性子宫是胎儿生长发育的场所，由左、右输卵管末端膨大或愈合膨大而成。

### 分类
因构造不同，可以分为四类：
- 双子宫：子宫成明显的两部，末端分别通入阴道，如象和兔。
- 二分子宫：子宫外观是合一的，但内部有纵隔分成左、右两部；如反刍类、大部分食肉类和啮齿类。
- 双角子宫：子宫两端分开，后端愈合为一；如部分食肉类、鲸类和食虫类等。
- 单子宫：子宫是单一的；如灵长类和犰狳；人的子宫属于单子宫。

## 外部連結
- （英文） Recognition of the Ovaries and Ovarian Origin of Pelvic Masses with CT1。提供卵巢與子宮的辨識。